# Labinot Harbuzi
Labinot Harbuzi (Lund, 4 april 1986 – Malmö, 11 oktober 2018) was een Zweeds voetballer van Kosovaars-Albanese komaf die als aanvallende middenvelder speelde.
Harbuzi kwam op vijftienjarige leeftijd in de jeugdopleiding van Feyenoord. Hij speelde in het seizoen 2004/05 op huurbasis voor SBV Excelsior waar hij debuteerde. In 2006 keerde hij terug naar Zweden bij Malmö FF. In 2009 ging Harbuzi naar Turkije waar hij eerst voor Gençlerbirliği SK speelde en in 2012 nog kort voor Manisaspor. Hij keerde wederom terug naar Zweden bij Syrianska FC en speelde in 2013 op lager niveau bij KSF Prespa Birlik. In 2016 speelde hij in Maleisië voor Melaka United waarmee hij kampioen werd. Harbuzi was Zweeds jeugdinternational.
Labinot Harbuzi overleed aan de gevolgen van een hartaanval.